# Cincloramphus mathewsi
La yerbera de Mathews (Cincloramphus mathewsi) es una especie de ave paseriforme de la familia Locustellidae endémica de Australia.

## Descripción

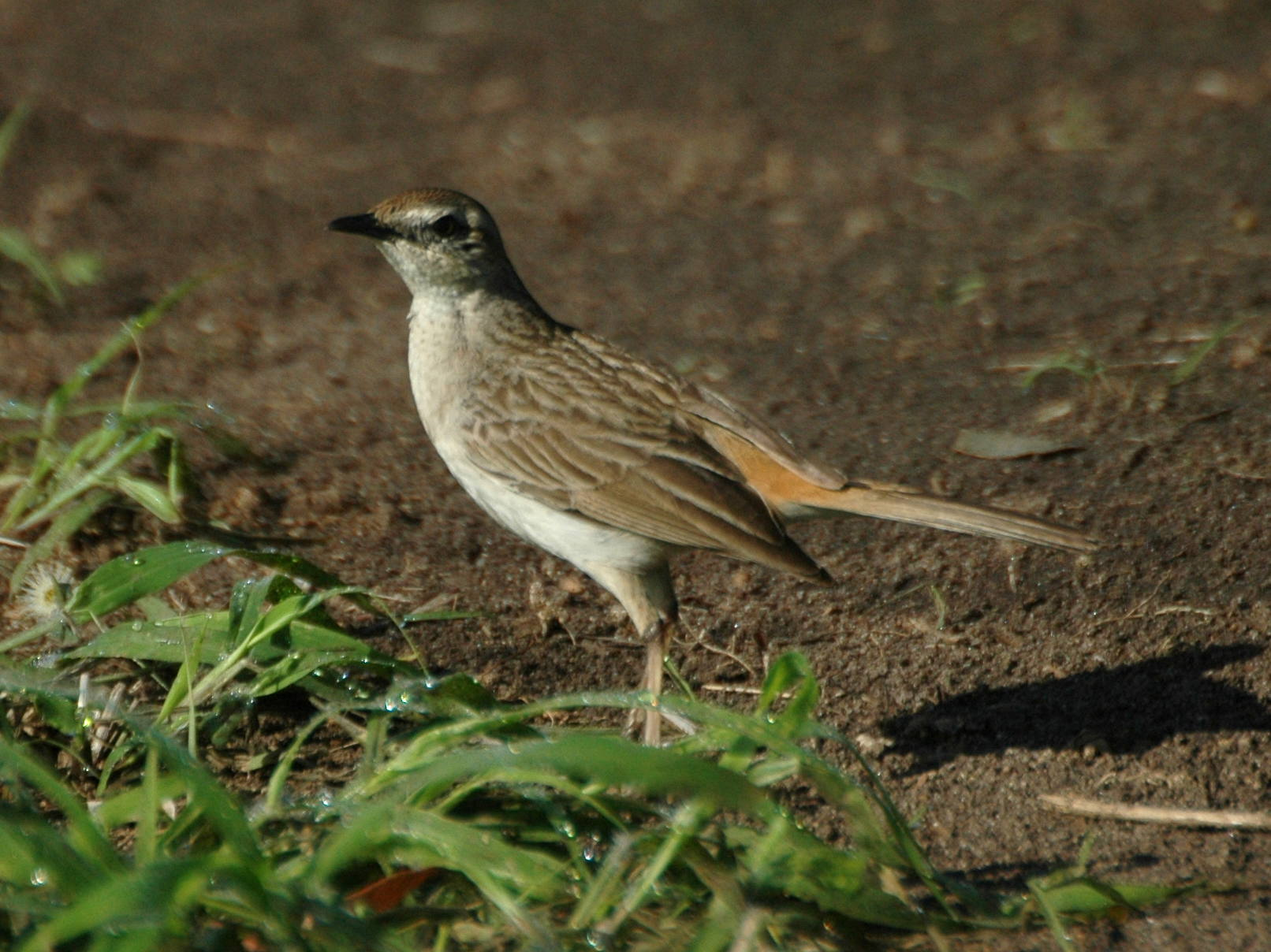
Espécimen en Queensland.

La especie es un pájaro cantor marrón de tamaño mediano con un patrón de rayas en sus plumas. La Enciclopedia Británica describe esta ave como «monótona y vagamente similar a una alondra». Tiene una línea ocular oscura, lista superciliar pálida y partes inferiores con tonos claro, y la parte superior de la cola y el obispillo rufos. Es un poco más grande que un gorrión, ya que el macho crece hasta unos 19 cm de largo y es más grande que la hembra que tan solo llega a unos 16 cm. Las hembras del gorrión también carecen del obispillo rufo de la hembra yerbera de Mathews.

## Taxonomía
La especie pertenece a Megaluridae, los chipes del Viejo Mundo, una gran familia paseriforme.
La yerbera de Mathews fue descrito por el ornitólogo inglés Tom Iredale en 1911. Un nombre genérico alternativo, Cincloramphus, deriva de las palabras griegas κιγκλος (cinclus, «aguzanieves») y ραμφος (ramphos, «pico»), mientras que el epíteto honorífico específico proviene de Gregory Mathews.
El género Cincloramphus fue fusionado con Megalurus siguiendo a Alström et al. (2011).

## Distribución y hábitat

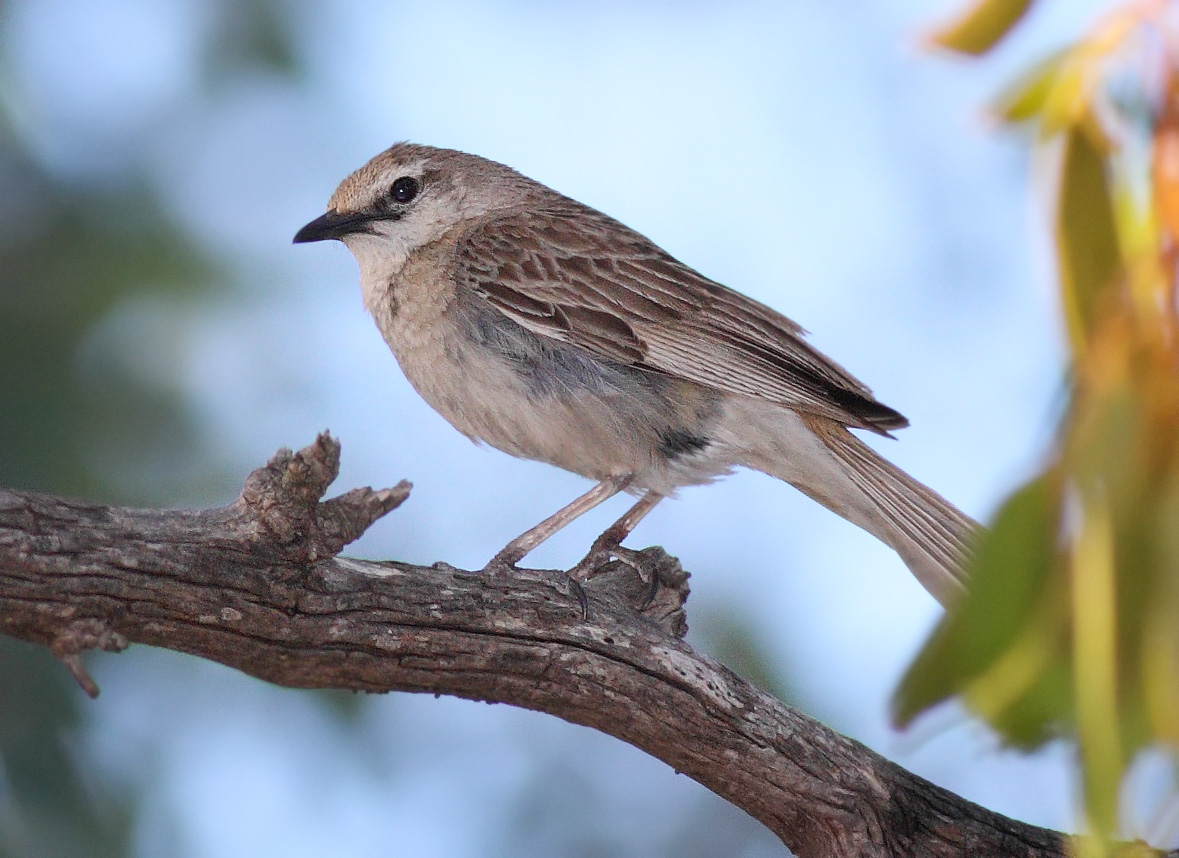
Yerbera de Mathews en Victoria.

La especie es común en toda Australia, pero es poco frecuente en la isla de Tasmania. Se cree que la distribución general de la yerbera de Mathews abarca aproximadamente 1 000 000 a 10 000 000 km². M. mathewsi se encuentra más frecuentemente en Nueva Gales del Sur, Queensland y Australia Occidental. Cada año, la yerbera de Mathews migra al norte durante los meses más fríos y luego hacia el sur en el verano para reproducirse, y de esta manera es que normalmente solo se observa en los meses más cálidos.

## Comportamiento
La yerbera de Mathews atrapa insectos terrestres y otros artrópodos pequeños de los que se alimenta. El ave se encuentra en pastizales, bosques abiertos cubiertos de hierba, zonas agrícolas, y mulgas que prefiere como hábitat. Vive en zonas pobladas por seres humanos, aunque termina siendo atropellado en ocasiones.
Fuera de la época de reproducción, estas aves forman pequeñas bandadas de hasta dos docenas de individuos. En la época de reproducción, el inconfundible canto del macho se escucha casi continuamente. Se emite un gorjeo y curva su espalda mientras hace vistosos «vuelos de exhibición» lentos entre los árboles. El distintivo canto «twitchy tweedle» de la yerbera de Mathews se ha incluido en los CD de Favourite Australian Birdsong. Sin la ayuda del macho, la hembra construye un profundo nido cubierto con hierba o vegetación baja. También incuba los huevos y alimenta los polluelos ella misma.